# Bogusław Kierc
Bogusław Kierc (* 22. Januar 1943 in Bielsko-Biała) ist ein polnischer Dichter, Schauspieler, Regisseur und Essayist.

## Leben
Kierc wurde in Bielsko-Biała geboren und besuchte dort das Technische Gymnasium. 1961 debütierte er als Lyriker mit dem Gedicht Narodziny Wenus, das in der Kronika Beskidzka veröffentlicht wurde, und schloss sich der literarischen Gruppe Skarabeusz an, der er bis 1963 angehörte.
Nach seinem Abitur 1963 begann sein Schauspielstudium an der Staatlichen Theaterhochschule (Państwowa Wyższa Szkoła Teatralna) in Krakau. 1965 spielte er noch als Student eine Hauptrolle (Krzysztof Cedro) im Film Legionäre in der Regie Andrzej Wajda. 1967 beendete er sein Studium. 1968 debütierte er auf der Bühne mit dem Stück Igraszki z diabłem von Jan Drda am Zeitgenössischen Theater in Breslau, wo er bis 1972 tätig war. Er arbeitet in den folgenden Jahren an Theatern in Rzeszów und Zielona Góra. Von 1970 bis 1972 gehörte er der literarischen Gruppe Ugrupowanie 66 an.  1971 erschien sein erster Gedichtband Nagość stokrotna. 1976 kehrte er an das Zeitgenössische Theater in Breslau zurück.
In der Spielzeit 1982/83 war er Künstlerischer Leiter am Puppentheater in Wałbrzych, wo er von 1986 bis 1990 als Regisseur arbeitete.
Von 1990 bis 1992 war er Kunstdirektor am Zeitgenössischen Theater in Stettin. Von 1992 bis 2000 war er am Polnischen Theater in Breslau tätig und seit 2000 erneut am dortigen Zeitgenössischen Theater.
Er lebt in Breslau.

## Theater

### Schauspiel
- Paternoster (Regie: Helmut Kajzar), 1970
- Odejście głodomora (Regie: Tadeusz Różewicz), 1977
- Kotlina nach Olga Tokarczuk (Regie: Agnieszka Olsten), 2013
- Odprawa posłów greckich von Jan Kochanowski (Regie: Ryszard Peryt), 2013
- Burza (Der Sturm) von William Shakespeare (Regie Anna Augustynowicz), 2016

### Regie
- Śmieszni z gniewu, aż bólu tak bliscy von Julian Przyboś, Breslau 1973
- Dwie blizny von Aleksander Fredro, Zielona Góra, 1975
- Romeo i Julia (Romeo und Julia) von William Shakespeare, Breslau 1979
- Co to będzie nach Adam Mickiewicz, Wałbrzych 1982
- Zwierzoczłekoupiór von Tadeusz Konwicki, Wałbrzych, 1988

## Filmografie
- Legionäre (Popioły) von Andrzej Wajda, 1965
- Portret podwójny von Mariusz Front, 2001

## Bibliografie

### Lyrik
- Nagość stokrotna, 1971
- Ciemny chleb, 1973
- Coraz weselsza coraz mniej, 1979
- Ktokolwiek, 1980
- Niewinność, 1981
- Rezurekcja, 1980
- Łagodny, miły: (wiersze i mała proza), 1986
- Dla radości, 1992
- Boże cielę albo dziurka wesołości, 1994
- Raz na zawsze, 1997
- Tyber z piaskiem: wybór z książek dawnych i nowych, 1997
- Zaskroniec, 2003
- Szewski poniedziałek, 2005
- Plankton, 2006
- Cło, 2008
- Rtęć, 2010
- Manatki, 2013

### Essays
- Przyboś, 1976
- Teatr daremny, 1980
- Wzniosły upadek anioła, 1992
- Moje kochanki, 2001
- Cel sfer, 2003
- Ciało z mojego ciała: szkice o obrazach Tadeusza Boruty, 2005
- Bazgroły dla składacza modeli latających, 2010

### Sachbücher
- Wiosny dziejowe Juliana Przybosia, 1969
- Rafał Wojaczek: prawdziwe życie bohatera, 2007